# TUI fly Nordic
TUI fly Nordic  (code AITA : 6B, code OACI : BLX) est une compagnie aérienne à bas prix suédoise. Elle fait partie du plus grand groupe de tourisme au monde, le groupe TUI, basé à Hanovre.
Créé en 1996 sous le nom de Blue Scandinavia, c'est une compagnie aérienne charter du Groupe Fritidsresor. Après le rachat de Fritidsresor Group par le groupe britannique Thomson Travel en 1998, la compagnie aérienne changera de nom en Britannia Airways AB.
Le 1er mai 2006 la compagnie se renomme en TUIfly Nordic. Afin de regrouper toutes ses activités aériennes sous une même nom, la plus grande flotte de loisirs d'Europe, sera regroupé sous l'alliance TUIfly.

## Historique
- 1996 : Création de Blue Scandinavia
- 1998 : Acquisition de la société scandinave Fritidsresor Group et sa compagnie aérienne Blue Scandinavia par Thomson Travel. Celle-ci sera renommée en Britannia Airways AB.
- 2000 : Rachat de Thomson Travel par le groupe TUI
- 2006 : Britannia Airways est renommé en TUIfly Nordic à l'instar des autres compagnies du groupe (Jetairfly, Corsairfly, Hapagfly, Arkefly, Thomsonfly)

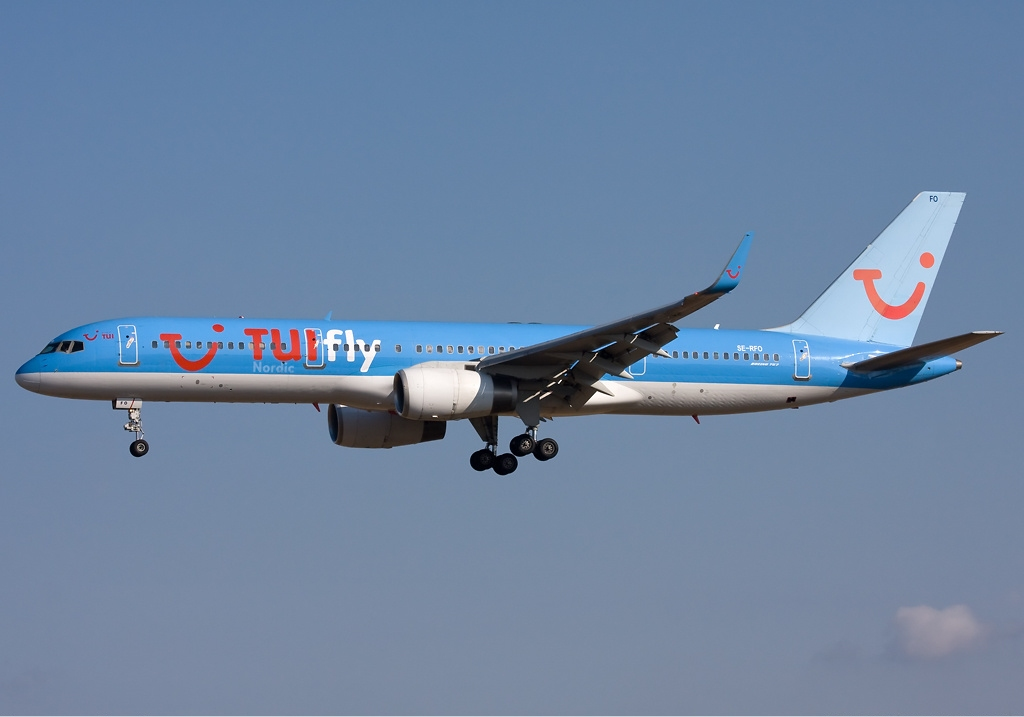
Ancienne livrée de la compagnie sur un Boeing 757

- Ancienne livrée de la compagnie sur un Boeing 7572012 : Changement de logo et de livrée commune aux compagnies aériennes du groupe TUI

## Flotte

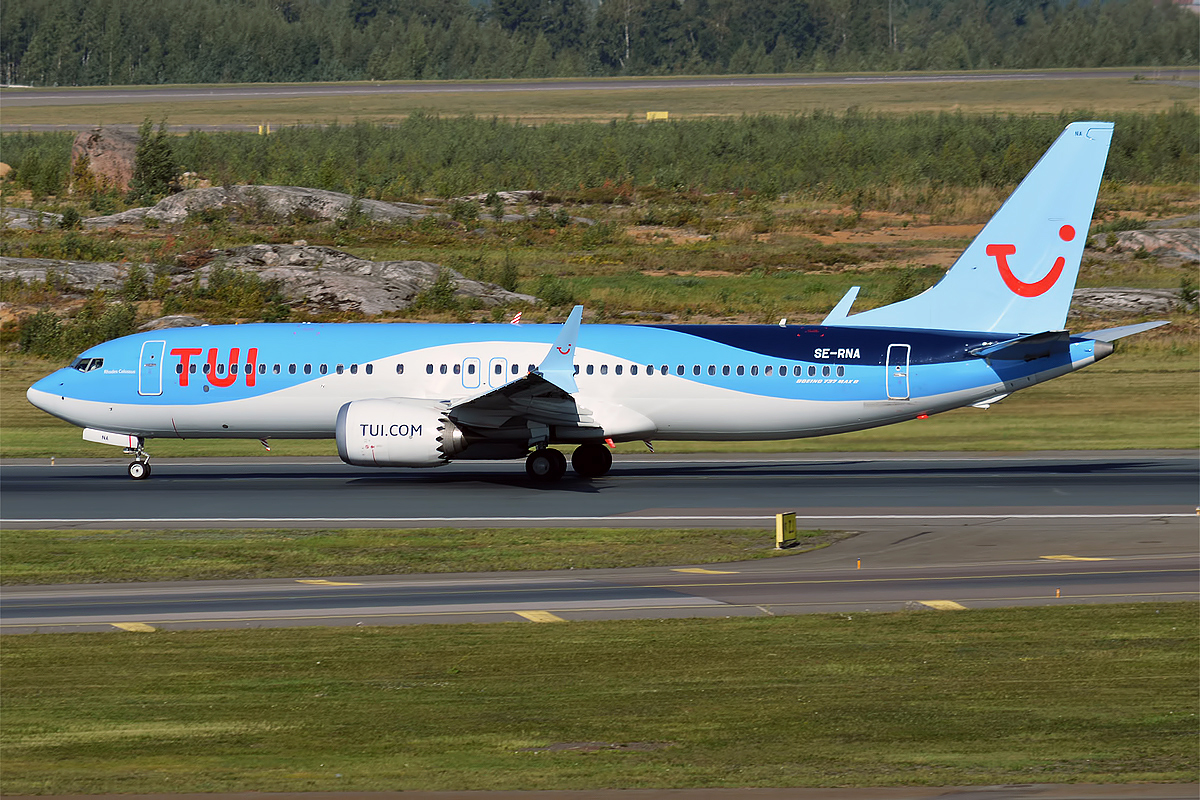
Boeing 737-8 MAX de TUIfly Nordic, (SE-RNA)

La flotte de TUIfly Nordic est composée des appareils suivants (février 2021):
| Type             | Nombre | Commandes | Places | Notes |
| ---------------- | ------ | --------- | ------ | ----- |
| Boeing 737-800   | 3      | -         | 189    |       |
| Boeing 737 MAX 8 | 2      |           | 189    |       |
| Boeing 767-300   | 2      |           | 328    |       |
| Total            | 7      |           |        |       |